# Henning Nelms
Henning Nelms, né le 30 novembre 1900 à Baltimore dans le Maryland et mort le 23 mai 1986 à Arlington dans l'État de New York, est un magicien et un écrivain américain. Sous le pseudonyme de Hake Talbot, il est l’auteur de deux romans policiers.

## Biographie
Henning Nelms est principalement connu pour ses deux romans policiers, appartenant au genre des énigmes en chambre close, parus sous le pseudonyme de Hake Talbot. Ces histoires mettent en scène Rogan Kincaid, un aventurier et joueur professionnel, et mêlent habilement le fantastique, l'occultisme et le crime impossible dans des récits qui rappellent les œuvres de John Dickson Carr et de Clayton Rawson. 
En 1981, Edward D. Hoch invite dix-sept auteurs à proposer leurs classements personnels des meilleurs ouvrages du genre. The Rim of the Pit (Au seuil de l’abîme) se classe deuxième. Ces résultats sont publiés dans l’anthologie All But Impossible, non traduite en France à ce jour.

## Œuvre

### Romans

#### Sous le pseudonyme de Hake Talbot
- The Hangsman’s Handyman (1942) Publié en français sous le titre Le Bras droit du bourreau, Paris, Rivages/Mystère, 2000,  réédition Paris, Rivages/Noir, no 556, 2005.
- The Rim of the Pit (1944) Publié en français sous le titre Au seuil de l’abîme, Paris, Rivages/Mystère, no 38, 2000.

### Nouvelles
- The Other Side Publié en français sous le titre The Other Side, dans la Revue Association 813 no 44-45, décembre 1993 ; rééditions, dans Petits crimes impossibles, Paris, Éditions du Masque, coll. Grands Formats, 2002.
- The High House (1948) Publié en français sous le titre La Maison sur la colline, dans Les Détectives de l'impossible, Paris, Losfeld, coll. Terrain Vague, 1991.

#### Sous le nom d’Henning Nelms
- Magic and Showmanship : A Handbook for Conjurers (1969) Publié en français sous le titre Magie et Mise en scène, trois tomes, Paris, Techniques du spectacle, 1984.

## Sources
- Claude Mesplède (dir.), Dictionnaire des littératures policières, vol. 2 : J - Z, Nantes, Joseph K, coll. « Temps noir », 2007, 1086 p. (ISBN 978-2-910-68645-1, OCLC 315873361), p. 855-856 (Hake Talbot).